# راتکو رودیچ
راتکو رودیچ (انگلیسی: Ratko Rudić؛ زادهٔ ۷ ژوئن ۱۹۴۸) بازیکن واترپلو اهل جمهوری فدرال سوسیالیستی یوگسلاوی است.